# ビル・チャト
ビル・チャト（Bill Jackson Tchato Mbiayi、1975年5月14日 - ）は、カメルーンの元サッカー選手。元カメルーン代表。ポジションはディフェンダー。

## 来歴
2000年に2002 FIFAワールドカップ・アフリカ予選でカメルーン代表デビュー。2002年には、アフリカネイションズカップで全6試合に出場、優勝した。また、FIFAワールドカップにも出場した。その後はFIFAコンフェデレーションズカップ2003、アフリカネイションズカップ2008で準優勝した。2008年までに47試合に出場、2得点をあげた。

## 代表歴

### 出場大会
- カメルーン代表
  - 2002 FIFAワールドカップ

### 試合数
- 国際Aマッチ 47試合 2得点（2000年-2008年）[1]

| カメルーン代表 | 国際Aマッチ | 国際Aマッチ |
| 年             | 出場        | 得点        |
| -------------- | ----------- | ----------- |
| 2000           | 3           | 0           |
| 2001           | 9           | 1           |
| 2002           | 15          | 0           |
| 2003           | 7           | 0           |
| 2004           | 9           | 1           |
| 2005           | 1           | 0           |
| 2006           | 0           | 0           |
| 2007           | 0           | 0           |
| 2008           | 3           | 0           |
| 通算           | 47          | 2           |